# Sierro
Sierro község Spanyolországban, Almería tartományban. Lakosainak száma 376 fő (2024).

## Földrajza
Sierro Velefique, Bacares, Bayarque, Armuña de Almanzora, Suflí, Laroya és Senés községekkel határos.

## Népesség
A település lakosságának változását az alábbi diagram mutatja:
| Lakosok száma | 472  | 452  | 472  | 451  | 453  | 401  | 401  | 381  | 380  | 376  |
|               | 2001 | 2004 | 2006 | 2009 | 2011 | 2014 | 2016 | 2019 | 2021 | 2024 |